# إسحاق بيرنبلوم
إسحاق بيرنبلوم (بالعبرية: יצחק ברנבלום) (26 أغسطس 1903 - 18 أبريل 2000) عالم كيمياء حيوية إسرائيلي.

## جوائز
- في عام 1974، حصل بيرنبلوم على جائزة إسرائيل في علوم الحياة. [4]
- في عام 1980، حصل على جائزة ألفريد بي سلون جونيور التي تمنحها مؤسسة جنرال موتورز لأبحاث السرطان. [5][6]